# White Bird (Idaho)
White Bird es una ciudad ubicada en el condado de Idaho en el estado estadounidense de Idaho. En el Censo de 2010 tenía una población de 91 habitantes y una densidad poblacional de 516,7 personas por km². Se encuentra a orillas del curso bajo del río Salmon, el principal afluente del río Snake, a su vez, el principal afluente del Columbia.

## Geografía

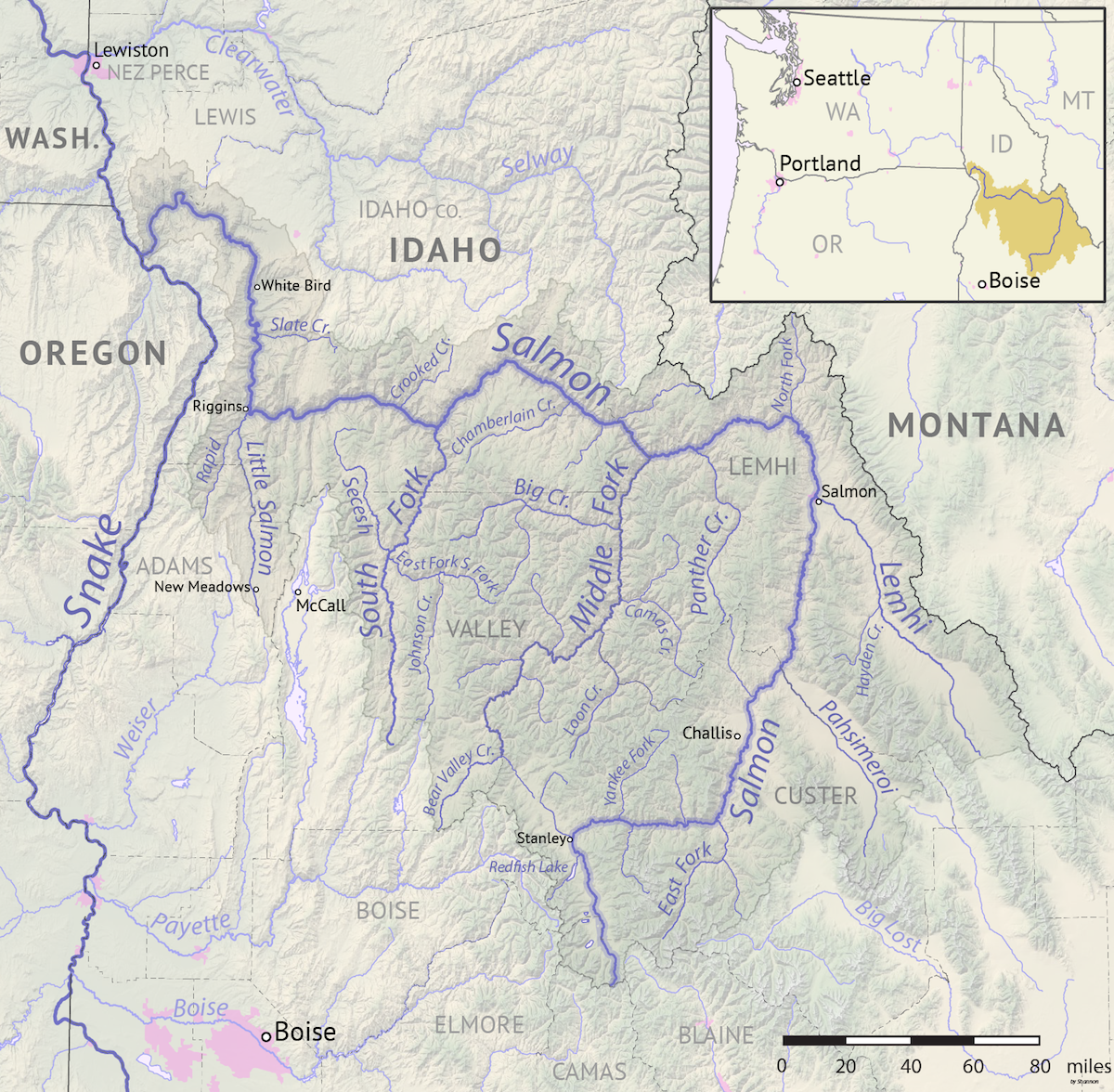
Mapa del río Salmon donde aparece White Bird sobre el curso bajo del mismo

White Bird se encuentra ubicada en las coordenadas 45°45′46″N 116°18′0″O / 45.76278, -116.30000. Según la Oficina del Censo de los Estados Unidos, White Bird tiene una superficie total de 0.18 km², de la cual 0.18 km² corresponden a tierra firme y (0%) 0 km² es agua.

## Demografía
Según el censo de 2010, había 91 personas residiendo en White Bird. La densidad de población era de 516,7 hab./km². De los 91 habitantes, White Bird estaba compuesto por el 100% blancos, el 0% eran afroamericanos, el 0% eran amerindios, el 0% eran asiáticos, el 0% eran isleños del Pacífico, el 0% eran de otras razas y el 0% pertenecían a dos o más razas. Del total de la población el 1.1% eran hispanos o latinos de cualquier raza.